# Čeng Čcheng-kung
Čeng Čcheng-kung (čínsky tradičně 鄭成功, zjednodušeně 郑成功, pinyin Zhèng Chénggōng, srpen 1624 – 23. června 1662) také známý pod svým titulem Koxinga (čínsky 國姓爺, pinyin Guóxìngyé, český přepis Kuo-sing-jie) byl stoupenec a vojenský velitel státu Jižní Ming, za nějž od roku 1646 bojoval proti mandžuským Čchingům. Udržel se na pobřeží Fu-ťienu a v letech 1661–1662 dobyl na Nizozemcích Tchaj-wan.

## Život
Narodil se roku 1624 v Japonsku jako Čeng Sen, byl synem čínského obchodníka, piráta a admirála Čeng Č'-lunga a Japonky Macu Tagawa(ové), v Japonsku u matky zůstal do svých sedmi let. Potom žil s otcem, který byl jmenován velitelem mingského loďstva na jihovýchodním pobřeží Číny, ve Fu-ťienu. Získal konfuciánské vzdělání v místních školách, od roku 1644 studoval v Nankingské akademii.

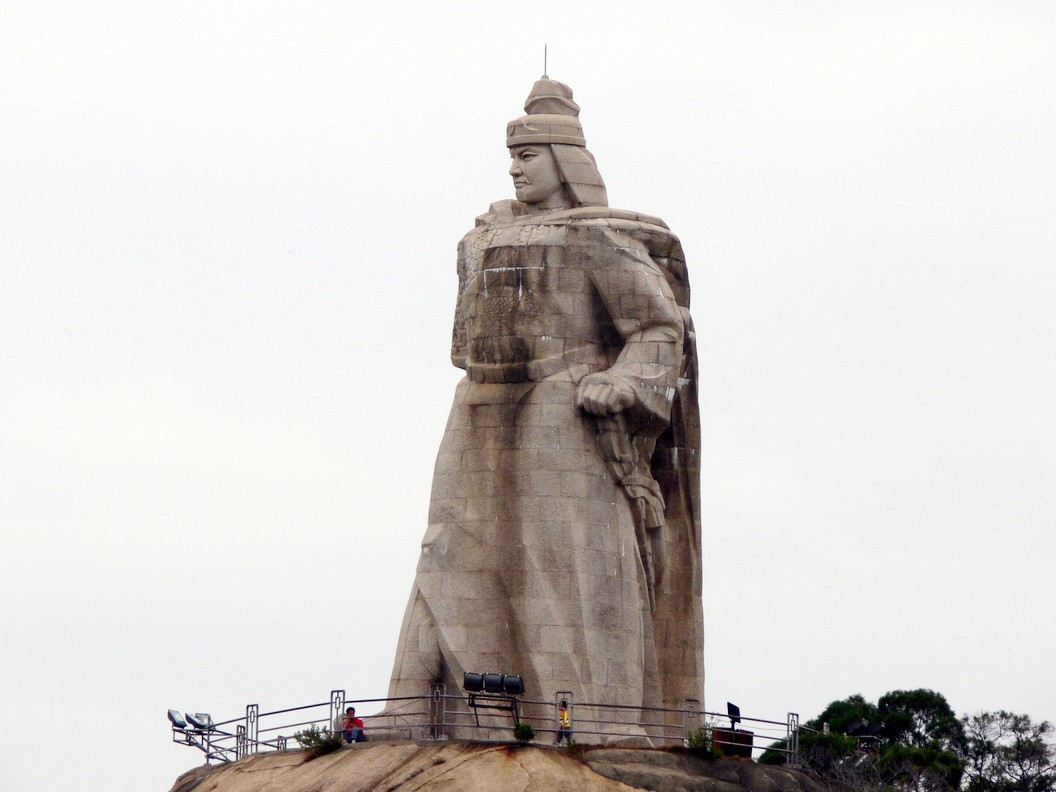
Socha Čeng Čcheng-kunga na ostrově Ku-lang-jü na pobřeží Fu-ťienu

Roku 1644 Mandžuové obsadili severní Čínu, rod Čengů se postavil na stranu režimu Jižní Ming. Čengové představovali důležitou vojenskou sílu ve Fu-ťienu a na nich závislý císař Lung-wu proto udělil Čeng Senovi nové jméno Čcheng-kung (úspěch), příjmení Ču (shodné s příjmením císařského rodu) a titul Kuo-sing-jie, (Pán s císařským příjmením, v oblasti tehdy používaném jazyce Min ale vysloveno Kok-sèng-iâ a Nizozemci romanizováno jako Koxinga).
Roku 1646 poprvé vedl čínská vojska proti Mandžuům. Čeng Č'-lung však zhatil odpor mingských vojsk proti čchingské invazi do Fu-ťienu a v listopadu 1646 přešel na stranu Mandžuů za post guvernéra Fu-ťienu a Kuang-tungu. Čeng Čcheng-kung se svými strýci setrval v loajalitě mingské věci a pokračoval v odporu. Od roku 1650 byl uznán hlavou rodu a koncentroval se na posílení svých pozic na jihovýchodním pobřeží Číny.
Roku 1661 zaútočil na Nizozemce na Tchaj-wanu a během několika měsíců jejich tamní kolonie dobyl. Ukončil tak osmatřicetiletou nizozemskou vládu nad západním pobřežím Tchaj-wanu. Z ostrova chtěl vytvořit základnu mingských loyalistů pro boj s Čchingy. Zemřel na malárii v červnu 1662, čtyři měsíce po nizozemské kapitulaci. Vládu převzal jeho syn Čeng Ťing. Západní Tchaj-wan ovládaný Čengy, oficiálně součást mingské Číny, je označován za království Tung-ning. Faktická nezávislost království trvala do roku 1683, kdy bylo dobyto Čchingy.